# Culicoides utowana
Culicoides utowana är en tvåvingeart som beskrevs av Jamnback 1965. Culicoides utowana ingår i släktet Culicoides och familjen svidknott. Inga underarter finns listade i Catalogue of Life.